# Foliofag

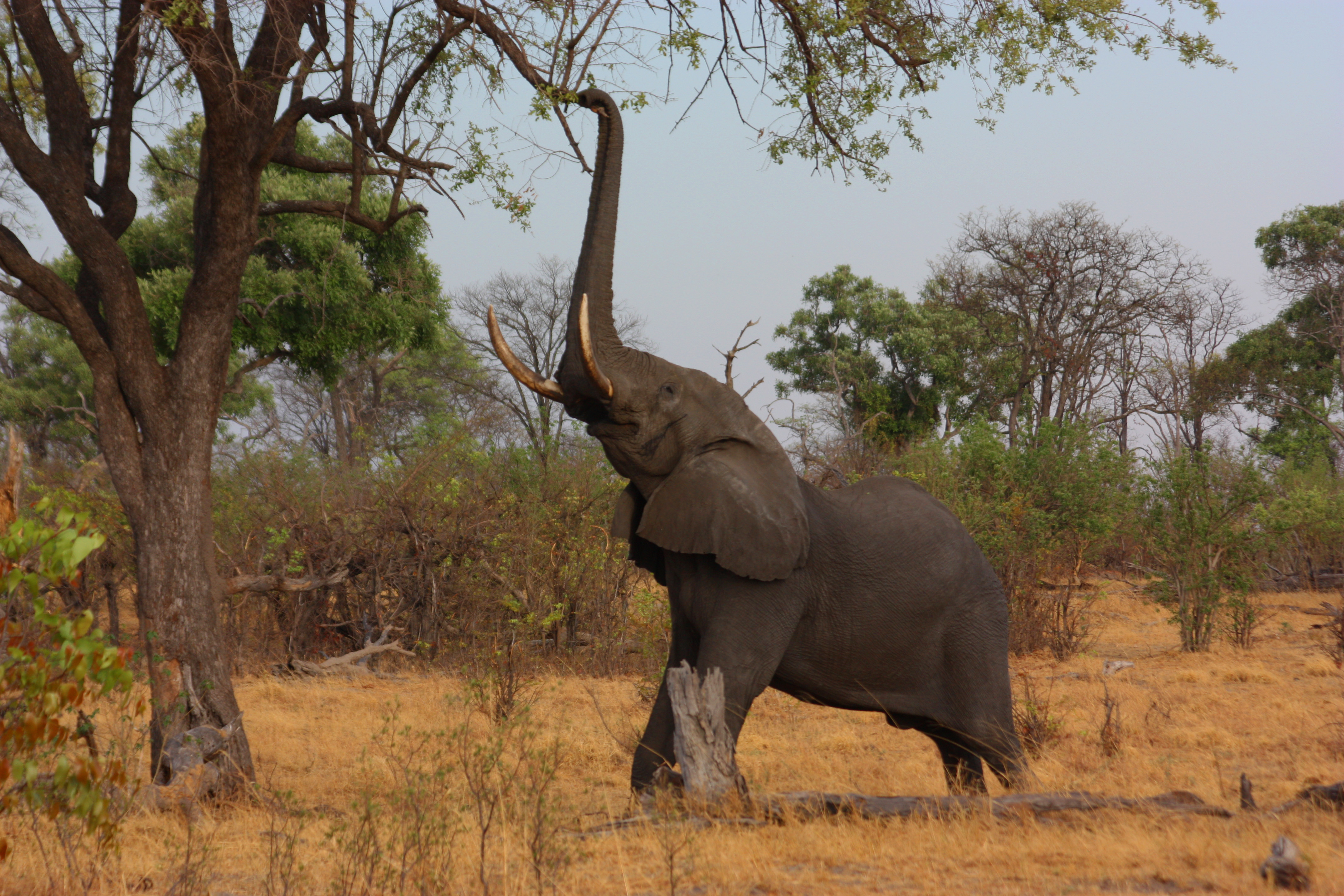
Słoń afrykański (samiec) sięgający po liście

Foliofag (łac. folium - liść, fag - zjadać) – fitofag wyspecjalizowany w zjadaniu liści. Ponieważ liście zawierają dużo ciężkostrawnej celulozy, a także stanowią relatywnie ubogie źródło energii oraz często mogą zawierać substancje toksyczne, foliofagi zwykle mają powolny metabolizm oraz wyspecjalizowany układ pokarmowy. Wiele z nich trawi liście z pomocą symbiotycznych bakterii, zasiedlających ich układ pokarmowy. Dodatkowo, jak zaobserwowano w liściożernych naczelnych, zwierzęta mogą wykazywać silne preferencje dla niedojrzałych liści, które są bogatsze w białka i uboższe w błonnik oraz są mniej toksyczne niż liście dojrzałe.
Ścisłym foliofagiem jest np. koala, odżywiający się wyłącznie liśćmi eukaliptusa.